# Eulithis dotata
Eulithis dotata là một loài bướm đêm trong họ Geometridae.